# Grad Lupoglav
Grad Lupoglav (nemško Mahrenfels), italijansko „Lupogliano”) je bil srednjeveški grad, ki je bil pozidan že sredi 11. stoletja, se je nahajal nad zaselkom Mariškići, na strmem obronku Čičarije, cca 1500 m vzhodno od naselja in občine Lupoglav v severno vzhodnem delu Istre na večstoletni beneško-avstrijski meji. Grad je bil opuščen v drugi polovici 18. stoletja, danes o nekdanjem gradu pričajo skromne razvaline. Leta 1746 je namreč njegov lastnik grof Brigido v nižini ob robu vasi (ob kasneje zgrajeni progi Divača-Pula) zgradil nov dvorec, ki je ravno tako v razvalinah.

## Zgodovina
Lupoglavski grad je po vsej verjetnosti dal zgraditi neznan vazal frankovskih kraljev. Najstarejša omemba starega lupoglavskega gradu je v darovnici kralja Henrika IV. iz leta 1064 , v kateri istrskemu mejnemu grofu Ulriku Weimarskemu daruje neke posesti v Istri, med katerimi se omenja tudi grad Lompaga. Franc Kos je leta 1911 dokazoval, da je Lompaga bil izraz za Lupoglav.  Nato lastniki postanejo bavarske vojvode. Lupoglav je nosil razna imena: v nemškem jeziku Mahrenfels, Merinvuels, Mernfels. Pri omembi prvih slovanskih kolonistov leta 1100, oziroma v diplomah iz 1102, se pojavlja termin »castrum Mahrenfels«. V dokumentu iz leta 1112 je prvič imenovan s slovanskim/hrvaškim imenom Lupoglav.  Leta 1111 je bavarski vojvoda Henrik grad in gospostvo podaril Oglejskemu patriarhu.
Nato se Lupoglav omenja v listini iz 13. julija 1264, ko je Oglejski patriarh Gregor Montelongo dal v fevd skupaj z drugimi posesti na Krasu in v Karniji Henriku I. pl. Pazinskemu. V tem dokumentu je omenjen kot »castrum Lupoglau« z vasjo, oziroma Ober Lupoglau, ljudsko imenovano Gorenja Vas. Grad je bil središče Lupoglavskega gospostva, ki je obsegalo območje vasi Semića, Gorenje in Dolenje Vasi, Lesiščine in Lupoglava, ter ločene posesti Krajcarbreg, Sutivanac, Šumber, Karbune in Tibole. Leta 1280 Henriku sledi sin Hainzelin (Anzio) pl. Pazinski. Hainzelin se v nekaterih dokumentih imenuje tudi Lupoglavski (von Mahrenfels). Po svoji sestri, ki je bila poročena z vitezom Otonom lastnikom gradu Žužemberk, je podedoval ta grad in ga leta 1295 prodal goriškemu grofu Albertu I.
Grad in gospostvo Lupoglav so okoli 1295 Lupoglavsko-Pazinski vitezi predali v last Goriških grofov. Formiranje bodoče Pazinske grofije se je pričelo z daritvami vasi na tem območju Goriškim grofom. Tako je bil Lupoglav leta 1342 del posesti Alberta III. Goriškega in del Pazinske grofije. Izoblikovanje te grofije je za stoletja Istro razdelila med Avstrijo in Benetke. To pa je prineslo tudi številne mejne spore in številne vojne. 
Ko je Albert IV. Goriški leta 1374 umrl, je Pazinska grofija in Lupoglav prešel v posest Habsburžanov, ki ga je istega leta podelila v fevd družini pl. Eberstein iz Gorice. Ob koncu stoletja je ta rod izumrl po moški liniji. Tako je po smrti zadnje predstavnice rodu Ane Eberstein leta 1411 grad in gospostvo Lupoglav pridobil njen mož Gunter pl. Herberstein. Njegov naslednik leta 1421 je bil bratov sin Andrej pl. Herberstein, in leta 1442 njegov sin Jurij pl. Herberstein. Ta je umrl leta 1491 za mentalno boleznijo. Njega je nasledil Žiga pl. Herberstein iz Vipave, vendar je grad Lupoglav upravljal njegov starejši brat Ivan. Leta 1508 so grad zavzeli Benečani a ga je leta 1509 prevzel pod svojo komando Žiga pl. Herberstein. Herbersteini (trije bratje Ivan, Žiga in Viljem) so leta 1525 grad Lupoglav in vso ostalo posest v Istri prodali nadvojvodi Ferdinandu I. Avstrijskemu. 
Habsburžani so dve leti kasneje - leta 1527 Lupoglav prodali Petru Kružiću, kapitanu Klisa. Ko je ta leta 1537 padel v bitki s Turki ga je nasledila njegova že vdova sestra Jelena. Ta je gospostvo in grad leta 1542 prodala grofom Banissa. Kasneje ga je pridobil Petrov nezakonski sin Ivan Kružić.  Ta je umrl leta 1576 in grad je prešel na njegovo vdovo Sinković in njenega sina iz prvega zakona. Naslednik Ivan Sinković je leta 1610 grad v celoti odkupil in v njem uredil enega od sedežev za podporo njegovi vojski Uskokov. Med vojno 1616 je umrl. Njegova hči Antonija se je poročila z Giambattista Marchesetti-jem, ki je gospodaril nad Lupoglavom do 1626, ko je bil prodan Janezu Henriku princu Eggenbergu. Njegov sin je leta 1634 grad prodal baronu Pompeju I Brigido iz Trsta. Rod baronov Brigido je stari grad Lupoglav prepustil v ruševine in ob robu vasi na ravnini zgradil nov dvorec. Ohranjen je bil še v drugi polovici 17. stoletja, kar dokazuje risba barona Valvazorja iz okoli leta 1680, in od katerega so danes vidne le skromne ruševine. Nasledniki te družine so bili lastniki dvorca in gospostva do 1883 ko je bila posest prodana Tomažu Sottocorona iz Vodnjana.

## Zanimivosti - legende
Ana Eberstein je kot zadnja dedinja in lastnica Lupoglava iz te rodbine postala vdova pri nepolnih 22-tih letih. Širše znani štajerski vitez Ernest Lobmig je zaprosil mladega pazinskega glavarja (kapitana) Gunterja Herbersteina, da v njegovem imenu Ano zaprosi za roko. Ko pa je videl mlado gradiščanko, ga je tako prevzela, da jo je za roko zaprosil sam. Ana je to sprejela in kmalu sta se poročila. Užaljeni vitez Lobming je dan po poroki zavzel grad v katerem je bila svadba in mladoporočenca odvedel na grad Eppenstein, kjer ju je imel več mesecev v ujetništvu. Na pritisk avstrijskega vojvode Ernesta jih je nato moral izpustiti. 

Iz avstrijsko-beneške vojne je iz leta 1510 znana epizoda, da je poveljnik avstrijske konjenice Žiga Herberstein na družinski grad Lupoglav dobil vest, da Benečani oblegajo trdnjavo Pazin. Namesto, da bi odjezdil v Gradec po pomoč, se je odločil za napad iz Lupoglava s svojimi 14 konjeniki. Prebil je obroč benečanov in konsolidiral obrambo Pazina in tako preprečil, da bi Pazin prvič padel v beneške roke.